# ユーリー2世
ユーリー・フセヴォロドヴィチ（Юрий II Всеволодич、1188年11月26日 - 1238年3月4日）は、フセヴォロド3世の子。母はチェコ公女マリヤ。兄コンスタンチンとウラジーミル大公位を争った。ウラジーミル大公（在位：1214年 - 1216年、1218年 - 1238年）。彼の命令で、キーテジという町がヴォルガ川の河畔に建設された。

## 事跡
- 1209年に兄コンスタンチンおよび弟ヤロスラフとともにトルジョークに軍を進めた。
- 1211年に、キエフのフセヴォロドの娘アガフィヤを妃に迎えた。
- 1214年には兄と戦い、ヴェリーキー・ソーリを奪われた。
- モンゴルのルーシ侵攻のさなか、1238年にバトゥ率いるモンゴル軍とシチ川で戦い、戦死した。

## 子女
- フセヴォロド(ru)（1213年 - 1238年） - ノヴゴロド公。オーヴルチ公ウラジーミルの娘・マリナと結婚。
- ムスチスラフ(ru)（1213年以降 - 1238年） - マリヤ（出自不詳）と結婚。
- ドブラヴァ（1215年頃 - 1265年） - ヴォルィーニ公ヴァシリコと結婚。
- ウラジーミル(ru)（1218年以降 - 1238年） - モスクワのナメストニク。フリスチナ（出自不詳、おそらくモノマフ家出身）と結婚。
- フェオドラ（1229年 - 1238年）